# Motionless in White
Motionless in White je americká metalcorová skupina ze Scrantonu v Pensylvánii. Byla založena v roce 2004 na střední škole Chrisem "Motionless" Cerullim, Angelem Parentem a Frankem Polumbem. 

## Historie
Proslavili se především svými temnými hororovými texty a vystupováním, které souvisí s jejich gotickou image. Svoji tvorbu vydávali pod vydavatelstvím Fearless Records, v roce 2016 však přešli k RoadRunner Records, pod kterým vydali třetí album Graveyard Shift. Na kontě mají i dvě EP, The Whorror (2007) a When Love Met Destruction (2009), a šest studiových alb s názvem Creatures (2010), Infamous (2012), Reincarnate (2014), Graveyard Shift (2017), Disguise (2019) a Scoring The End of The World (2022).
V roce 2013 opustil kapelu zakládající bubeník Angelo Parente, roku 2017 klávesista Jaosh Balz a následující rok je opustil baskytarista Devin Sola.
V červnu 2025 vystoupili v Česku na akci Rock for People.

## Styl a vlivy
Hlavní hudební žánry skupiny jsou gotický metal, industriální metal, alternativní metal, nu metal a metalcore. Kapelu lze jednoznačně poznat Gotickým stylem oblékáním a nezaměnitelným hlasem Chrise Cerulliho.
Kapela uvedla, že při formování jejího stylu se inspirovali například skupinami AFI, Aiden, August Burns Red, Marilyn Manson, Linkin Park, Slipknot, Metallica, Rammstein, The Prodigy, atd.

## Diskografie

### Demo
- Motionless In White (2005)[4]

### EP
- The Whorror (2007)[5]
- When Love Met Destruction (2009)[6]

### Studiová alba
- Creatures (2010)
- Infamous (2012)
- Reincarnate (2014)
- Graveyard Shift (2017)
- Disguise (2019)
- Scoring The End of The World (2022)

## Členové

### Současní členové
- Chris "Motionless" Cerulli – hlavní zpěv (2004–současnost), rytmická kytara (2004–2006)
- Ryan Sitkowski – sólová kytara (2008–současnost), basová kytara (2011, 2018–2019)
- Ricky "Horror" Olson – rytmická kytara (2011–současnost), zpěv (2020–současnost), basová kytara (2009–2011, 2018–2019), doprovodné vokály (2009–2020)
- Vinny Mauro – bicí (2014–současnost)
- Justin Morrow – basová kytara, doprovodné vokály (2019–současnost)

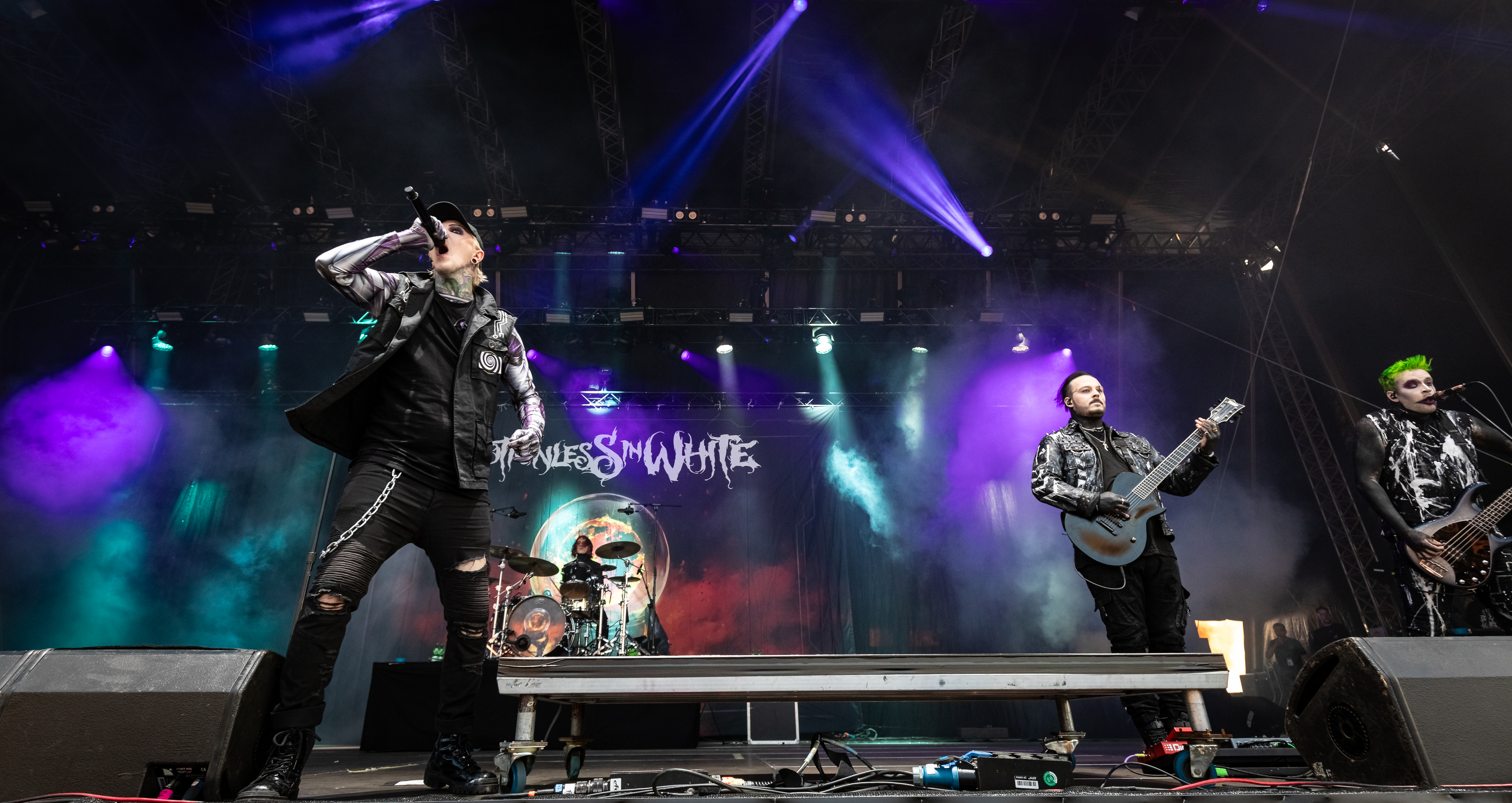
Skupina v roce 2023

### Bývalý členové
- Kyle White – basová kytara (2004–2006)
- Mike Costanza – sólová kytara (2006–2008)
- Frank Polumbo – basová kytara (2006–2009), hlavní kytara (2004–2006)
- Thomas Bell – rytmická kytara a vokály (2006–2011)
- Angelo Parente – bicí (2004–2013)
- Brandon Richter – bicí (2013–2014)
- Josh Balz – klávesy (2006–2017)
- Devin "Ghost" Sola – basová kytara (2011–2018)

### Pomocní členové během turné
- Kimber Parrish – basová kytara (2011)
- Pablo Viveros Segura – bicí, doprovodné vokály (2012)
- Marie-Christine Allard – klávesy (2017)
- Tom Hane – bicí (2014, 2017, 2019)